# Легка атлетика на Літній універсіаді 2015
Змагання з легкої атлетики на Літній універсіаді 2015 проходили 8-12 липня в Кванджу на «Стадіоні Кубка світу».

## Призери

### Чоловіки
| Дисципліни                               | Золото | Золото     | Срібло                                                                                    | Срібло      | Бронза                                                                                     | Бронза     |
| ---------------------------------------- | --- | ---------- | ----------------------------------------------------------------------------------------- | ----------- | ------------------------------------------------------------------------------------------ | ---------- |
| 100 метрів                               | Акані Сімбіне ПАР                                                                                           | 9,97 UR    | Кемарлі Браун Ямайка                                                                      | 10,12       | Раміль Гулієв Туреччина                                                                    | 10,16      |
| 200 метрів                               | Вільфрід Коффі Кот-д'Івуар                                                                                  | 20,41 SB   | Брайс Робінсон США                                                                        | 20,51       | Раміль Гулієв Туреччина                                                                    | 20,59 SB   |
| 400 метрів                               | Лугелін Сантос Домініканська Республіка                                                                     | 44,91 SB   | Леанаме Маотоанонг Ботсвана                                                               | 45,63 PB    | Ян Тесарж Чехія                                                                            | 45,73 PB   |
| 800 метрів                               | Шакіл Вокер США                                                                                             | 1.49,05    | Абделаті ель Гессе Марокко                                                                | 1.49,29     | Рінардт ван Ренсбург ПАР                                                                   | 1.49,30    |
| 1500 метрів                              | Олексій Харитонов Росія                                                                                     | 3.39,13 PB | Абделалі Разин Марокко                                                                    | 3.39,20 PB  | Стаффан Ек Швеція                                                                          | 3.39,68 PB |
| 5000 метрів                              | Хайле Ібрагімов Азербайджан                                                                                 | 13.44,28   | Зухер Тальбі Марокко                                                                      | 14.02,26    | Рінас Ахмадеєв Росія                                                                       | 14.05,88   |
| 10000 метрів                             | Ігор Максимов Росія                                                                                         | 29.15,30   | Ніколае Соаре Румунія                                                                     | 29.18,71 PB | Накатані Кейсуке Японія                                                                    | 29.19,30   |
| 110 метрів з бар'єрами                   | Греггмар Свіфт Барбадос                                                                                     | 13,43      | Костянтин Шабанов Росія                                                                   | 13,57 SB    | Масуно Гента Японія                                                                        | 13,69      |
| 400 метрів з бар'єрами                   | Томас Барр Ірландія                                                                                         | 48,78      | Абдельмалік Лахулу Алжир                                                                  | 48,99 PB    | Іван Шаблюєв Росія                                                                         | 49,04 PB   |
| 3000 метрів з перешкодами                | Мартін Крістіан Грау Німеччина                                                                              | 8.31,55 SB | Каур Ківістік Естонія                                                                     | 8.32,23 PB  | Юрій Клопцов Росія                                                                         | 8.33,09    |
| 4×100 метрів                             | ЯпоніяОсето Кадзума Танігуті Котаро Нагата Такуя Сува Тацуро Койке Юкі (забіг)                              | 39,08      | ПольщаАдам Павловський Гжегож Зімневич Артур Зачек Каміл Кринський Якуб Адамський (забіг) | 39,50       | ПАРАкані Сімбіне Гідеон Троттер Екхардт Руссов Нцінцілілі Тіті                             | 39,68      |
| 4×400 метрів                             | Домініканська РеспублікаЛугелін Сантос Густаво Куеста Хуандер Сантос Максімо Мерседес Леонель Бонон (забіг) | 3.05,05    | ЯпоніяДжуліан Волш Сато Кентаро Осето Кадзума Кітагава Такамаса Като Нобуя (забіг)        | 3.07,75     | ПольщаМатеуш Загорський Міхал Петшак Каміл Гурдак Рафал Омелько Роберт Брилінський (забіг) | 3.07,77    |
| Ходьба 20 кілометрів                     | Дейн Берд-Сміт Австралія                                                                                    | 1:21.30    | Бенджамін Торн Канада                                                                     | 1:21.33 SB  | Мацунага Дайсуке Японія                                                                    | 1:22.06    |
| Ходьба 20 кілометрів (командна першість) | УкраїнаІгор Главан Назар Коваленко Іван Банзерук                                                            | 4:17.44    | КНРСунь Ченган Інь Цзясін Чжан Чжі Се Сичао                                               | 4:26.10     | РосіяСергій Шарипов Олександр Назаров Владислав Максимов                                   | 4:27.17    |
| Напівмарафон                             | Огура Юсуке Японія                                                                                          | 1:04.41    | Іссікі Тадасі Японія                                                                      | 1:04.52     | Такахасі Юта Японія                                                                        | 1:05.29    |
| Напівмарафон (командна першість)         | ЯпоніяОгура Юсуке Іссікі Тадасі Такахасі Юта Кудо Наокі                                                     | 3:15.03    | ТуреччинаВедат Гюнен Шереф Дірлі Айкут Ташдемір Мехмет Аккоюн                             | 3:26.17     | ПАРТабанг Масіхлего Сібабалве Мзазі Маріаніо Есу Золані Нггага Гойцемодімо Ботхобутле      | 3:26.29    |
| Стрибки у висоту                         | Данило Циплаков Росія                                                                                       | 2,31       | Матуш Бубеник Словаччина                                                                  | 2,28 PB     | Сян Цюнсян Китайський Тайбей                                                               | 2,28 PB    |
| Стрибки з жердиною                       | Микита Філіппов Казахстан                                                                                   | 5,50       | Ілля Мудров Росія                                                                         | 5,50        | Роберт Собера Польща                                                                       | 5,50       |
| Стрибки в довжину                        | Павло Шалін Росія                                                                                           | 8,29       | Копейкін Василь Анатолійович Росія                                                        | 8,13        | Рудольф Йоганнес Пінард ПАР                                                                | 7,98       |
| Потрійний стрибок                        | Дмитро Сорокін Росія                                                                                        | 17,29 PB   | Уг Фабріс Занго Буркіна-Фасо                                                              | 16,76 PB    | Сюй Сяолун КНР                                                                             | 16,76      |
| Штовхання ядра                           | Індерджіт Сінгх Індія                                                                                       | 20,27      | Андрей Гаг Румунія                                                                        | 19,92       | Олександр Буланов Росія                                                                    | 19,84      |
| Метання диска                            | Філіп Міланов Бельгія                                                                                       | 64,15      | Метью Денні Австралія                                                                     | 62,58 PB    | Андрюс Гудзюс Литва                                                                        | 62,54      |
| Метання молота                           | Павел Файдек Польща                                                                                         | 80,05      | Павло Борейша Білорусь                                                                    | 75,75       | Сергій Коломоєць Білорусь                                                                  | 74,68      |
| Метання списа                            | Танел Лаанмяе Естонія                                                                                       | 81,71      | Хуан Шифен Китайський Тайбей                                                              | 81,27       | Зігізмундс Сірмайс Латвія                                                                  | 79,37 SB   |
| Десятиборство                            | Томас ван дер Платсен Бельгія                                                                               | 7952       | Бастьєн Озей Франція                                                                      | 7913        | Рене Штраусс Німеччина                                                                     | 7791       |

### Жінки
| Дисципліни                               | Золото                                                                          | Золото      | Срібло                                                                     | Срібло     | Бронза                                                                   | Бронза      |
| ---------------------------------------- | ------------------------------------------------------------------------------- | ----------- | -------------------------------------------------------------------------- | ---------- | ------------------------------------------------------------------------ | ----------- |
| 100 метрів                               | Вікторія Зябкіна Казахстан                                                      | 11,23       | Шимайра Вільямс Ямайка                                                     | 11,46      | Олена Черняєва Росія                                                     | 11,47       |
| 200 метрів                               | Вікторія Зябкіна Казахстан                                                      | 22,77 NR    | Акіла Мітчелл США                                                          | 22,95 PB   | Кедіша Даллас Ямайка                                                     | 23,24 PB    |
| 400 метрів                               | Жустін Палфраман ПАР                                                            | 51,27 PB    | Малгожата Голуб Польща                                                     | 51,93 SB   | Ян Хуейчжень КНР                                                         | 51,98 PB    |
| 800 метрів                               | Ейнджі Петті Нова Зеландія                                                      | 1.59,06 PB  | Сімоя Кемпбелл Ямайка                                                      | 1.59,26 PB | Фаб'єн Кельманн Німеччина                                                | 1.59,54 PB  |
| 1500 метрів                              | Докус Аджок Уганда                                                              | 4.18,53 SB  | Габріела Стаффорд Канада                                                   | 4.19,27    | Крістіна Угарова Росія                                                   | 4.19,78     |
| 5000 метрів                              | Крістійна Мякі Чехія                                                            | 16.03,29    | Камілла Баскомб Нова Зеландія                                              | 16.03,72   | Дарія Маслова Киргизстан                                                 | 16.04,09    |
| 10000 метрів                             | Алла Кулятина Росія                                                             | 32.52,27 PB | Гульшат Фазлітдинова Росія                                                 | 32.55,35   | Чжан Інін КНР                                                            | 32.56,60 SB |
| 100 метрів з бар'єрами                   | Данієль Вільямс Ямайка                                                          | 12,78       | Ніна Морозова Росія                                                        | 12,83      | Мішель Дженнеке Австралія                                                | 12,94       |
| 400 метрів з бар'єрами                   | Йоанна Лінкевич Польща                                                          | 55,62       | Емілія Анкевич Польща                                                      | 56,55 SB   | Ірина Такунцева Росія                                                    | 56,57 PB    |
| 3000 метрів з перешкодами                | Катерина Соколенко Росія                                                        | 9.25,77 UR  | Наталія Колоскова Росія                                                    | 9.35,99 SB | Езлем Кая Туреччина                                                      | 9.37,79     |
| 4×100 метрів                             | КазахстанАнастасія Тулапіна Світлана Іванчукова Юлія Рахманова Вікторія Зябкіна | 44,28       | СШААна Голланд Кайлі Прайс Джейд Барбер Наталія Фраяр                      | 44,95      | ТаїландСупаван Тайпат Фенсрі Чайроек Тассапорн Ваннакіт Ханрутай Пакдей  | 45,03       |
| 4×400 метрів                             | ПольщаМалгожата Голуб Моніка Щенсна Йоанна Лінкевич Юстина Швенти               | 3.31,98     | РосіяЛілія Гафіятулліна Крістіна Мальвінова Ірина Такунцева Олена Зуйкевич | 3.32,46    | СШААкіла Мітчелл Маделін Копп Кімберлі Маккай Алісса Мартінес            | 3.37,20     |
| Ходьба 20 кілометрів                     | Аніся Кірдяпкіна Росія                                                          | 1:28.18 UR  | Марина Пандакова Росія                                                     | 1:29.52    | Хоу Юнбо КНР                                                             | 1:32.42     |
| Ходьба 20 кілометрів (командна першість) | РосіяАніся Кірдяпкіна Марина Пандакова Софія Бродацька Ліна Калуцька            | 4:33.11     | КНРХоу Юнбо Ян Цзяюй Ян Мінся Лю Хуань                                     | 4:47.58    | АвстраліяРейчел Теллент Стефані Стігвуд Ніколь Фейган                    | 5:06.28     |
| Напівмарафон                             | Чжан Інін КНР                                                                   | 1:15.06     | Канно Нанако Японія                                                        | 1:15.24    | Уєхара Аюмі Японія                                                       | 1:15.35     |
| Напівмарафон (командна першість)         | ЯпоніяКанно Нанако Уєхара Аюмі Ідзуміда Макі Фукууті Сакурако                   | 3:47.08     | КНРЧжан Інін Чжан Мейся Сяо Хуейнінь                                       | 3:55.15    | ТуреччинаНілай Ерсун Шейма Їлдіз Ясмін Джан Еліф Тозлу Бурджу Бююкбезгін | 3:55.36     |
| Стрибки у висоту                         | Айріне Пальшите Литва                                                           | 1,84        | Елізабет Боєр СШАМадара Онужане Латвія                                     | 1,80       | не вручалась                                                             |             |
| Стрибки з жердиною                       | Лі Лін КНР                                                                      | 4,45        | Еліза Маккартні Нова Зеландія                                              | 4,40 SB    | Хлої Анрі Бельгія                                                        | 4,40 SB     |
| Стрибки в довжину                        | Юлія Підлужная Росія                                                            | 6,79 SB     | Анна Ягачак Польща                                                         | 6,57 SB    | Наа Аджелі Ананг Австралія                                               | 6,55 PB     |
| Потрійний стрибок                        | Катерина Конєва Росія                                                           | 14,60       | Дженні Ельбе Німеччина                                                     | 13,86      | Анна Ягачак Польща                                                       | 13,81       |
| Штовхання ядра                           | Лена Урбаняк Німеччина                                                          | 18,00 PB    | Пауліна Губа Польща                                                        | 17,94 PB   | Бріттані Крю Канада                                                      | 17,27 PB    |
| Метання диска                            | Юлія Мальцева Росія                                                             | 59,37       | Маріке Штайнакер Німеччина                                                 | 58,83      | Стефанія Струмілло Італія                                                | 58,22 PB    |
| Метання молота                           | Ганна Скидан Азербайджан                                                        | 70,67       | Йоанна Фьодоров Польща                                                     | 69,69      | Джулія Реткліфф Нова Зеландія                                            | 67,54       |
| Метання списа                            | Тетяна Холодович Білорусь                                                       | 60,45       | Ліна Музе Латвія                                                           | 60,26      | Ірена Шедива Чехія                                                       | 59,89 PB    |
| Семиборство                              | Анна Стефані Майвальд Німеччина                                                 | 5965        | Іда Маркуссен Норвегія                                                     | 5865       | Анна Петрич Росія                                                        | 5795        |

## Медальний залік
| Місце                | Країна                   | Золото | Срібло | Бронза | Загалом |
| -------------------- | ------------------------ | ------ | ------ | ------ | ------- |
| 1                    | Росія                    | 12     | 8      | 9      | 29      |
| 2                    | Японія                   | 4      | 3      | 5      | 12      |
| 3                    | Казахстан                | 4      | 0      | 0      | 4       |
| 4                    | Польща                   | 3      | 6      | 3      | 12      |
| 5                    | Німеччина                | 3      | 2      | 2      | 7       |
| 6                    | КНР                      | 2      | 3      | 4      | 9       |
| 7                    | ПАР                      | 2      | 0      | 4      | 6       |
| 8                    | Бельгія                  | 2      | 0      | 1      | 3       |
| 9                    | Азербайджан              | 2      | 0      | 0      | 2       |
| 9                    | Домініканська Республіка | 2      | 0      | 0      | 2       |
| 11                   | США                      | 1      | 4      | 1      | 6       |
| 12                   | Ямайка                   | 1      | 3      | 1      | 5       |
| 13                   | Нова Зеландія            | 1      | 2      | 1      | 4       |
| 14                   | Австралія                | 1      | 1      | 3      | 5       |
| 15                   | Білорусь                 | 1      | 1      | 1      | 3       |
| 16                   | Естонія                  | 1      | 1      | 0      | 2       |
| 17                   | Чехія                    | 1      | 0      | 2      | 3       |
| 18                   | Литва                    | 1      | 0      | 1      | 2       |
| 19                   | Індія                    | 1      | 0      | 0      | 1       |
| 19                   | Ірландія                 | 1      | 0      | 0      | 1       |
| 19                   | Барбадос                 | 1      | 0      | 0      | 1       |
| 19                   | Кот-д'Івуар              | 1      | 0      | 0      | 1       |
| 19                   | Уганда                   | 1      | 0      | 0      | 1       |
| 19                   | Україна                  | 1      | 0      | 0      | 1       |
| 25                   | Марокко                  | 0      | 3      | 0      | 3       |
| 26                   | Канада                   | 0      | 2      | 1      | 3       |
| 26                   | Латвія                   | 0      | 2      | 1      | 3       |
| 28                   | Румунія                  | 0      | 2      | 0      | 2       |
| 29                   | Туреччина                | 0      | 1      | 4      | 5       |
| 30                   | Китайський Тайбей        | 0      | 1      | 1      | 2       |
| 31                   | Алжир                    | 0      | 1      | 0      | 1       |
| 31                   | Ботсвана                 | 0      | 1      | 0      | 1       |
| 31                   | Буркіна-Фасо             | 0      | 1      | 0      | 1       |
| 31                   | Норвегія                 | 0      | 1      | 0      | 1       |
| 31                   | Словаччина               | 0      | 1      | 0      | 1       |
| 31                   | Франція                  | 0      | 1      | 0      | 1       |
| 37                   | Італія                   | 0      | 0      | 1      | 1       |
| 37                   | Киргизстан               | 0      | 0      | 1      | 1       |
| 37                   | Таїланд                  | 0      | 0      | 1      | 1       |
| 37                   | Швеція                   | 0      | 0      | 1      | 1       |
| Загалом (40 збірних) | Загалом (40 збірних)     | 50     | 51     | 49     | 150     |

## Виступ українців
| Чоловіки (4) | Чоловіки (4)                              | Чоловіки (4)            | Чоловіки (4) |
| Місце        | Атлет                                     | Дисципліна              | Результат    |
| ------------ | ----------------------------------------- | ----------------------- | ------------ |
| 1            | Ігор Главан Назар Коваленко Іван Банзерук | ходьба 20 км (командна) | 4:17.44      |
|              | Ігор Главан                               | ходьба 20 км            | 1:23.56      |
|              | Назар Коваленко                           | ходьба 20 км            | 1:25.47      |
|              | Олександр Ничипорчук                      | спис                    | 74,30        |
|              | Іван Банзерук                             | ходьба 20 км            | 1:28.01      |

| Жінки (4) | Жінки (4)         | Жінки (4)    | Жінки (4)        |
| Місце     | Атлетка           | Дисципліна   | Результат        |
| --------- | ----------------- | ------------ | ---------------- |
|           | Інна Кашина       | ходьба 20 км | 1:37.23          |
|           | Анна Корнута      | потрійний    | 13,27 (13,30)[a] |
|           | Олена Шумкіна     | ходьба 20 км | 1:41.28          |
| кв        | Анна Корнута      | довжина      | 5,98             |
| —         | Василина Вітовщик | ходьба 20 км | DQ               |

a  У дужках вказаний більш високий результат, що був показаний на попередній стадії змагань (у забігу чи кваліфікації).